# Mahâvidyâ

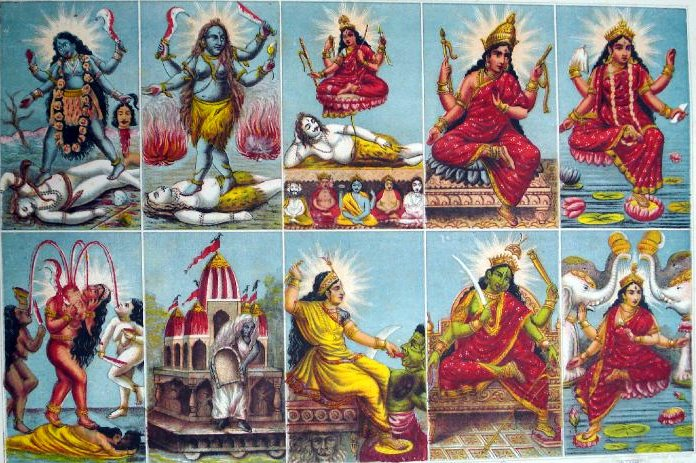
Kâlî, Târâ, Shodashî, Bhûvaneshvarî, Bhairavî,
Tchinnamastâ, Dhûmavatî, Bagalamukhî, Mâtangî, et Kamalâtmikâ.

Les Dasha Mahâvidyâ (du sanskrit IAST : mahāvidyā, « grande sagesse ») sont dans l'hindouisme, notamment le tantrisme, les Dix Grandes Sagesses, nom donné à un groupe de dix déesses représentant différents aspects ou pouvoirs cosmiques de Kali. Elles représentent la sagesse et ce terme de Dasha Mahavidya est par exemple utilisé en littérature.

## Les dix déesses
1. Kâlî : la Noire
2. Tara : L'étoile[1]
3. Shodashî (Rājarājeśvarī)
4. Bhuvaneshvari : la Maîtresse du Monde
5. Bhairavi : l'Invincible
6. Chinnamastâ : la Décapitée
7. Dhumavati : la Veuve
8. Bagalamukhi : la Paralysante
9. Matangi : la Pensée
10. Kamala : la Déesse au Lotus

On liste aussi parfois : Cāmuṇḍī et Tripurasundarī.